# فغر اللفائفي

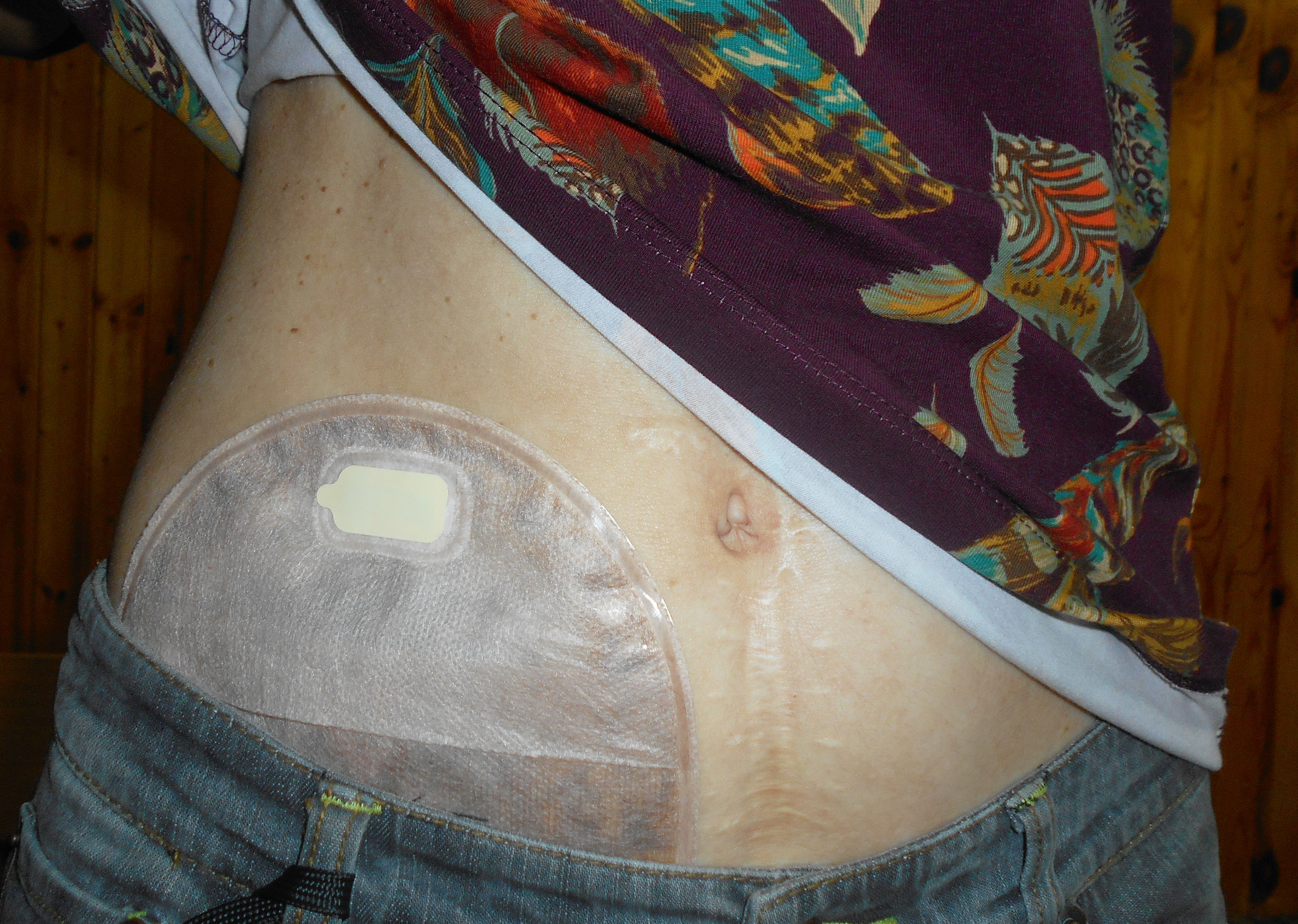
كيس مرتبط بالبطن من مكان فغر اللفائفي.

فغر اللفائفي (بالإنجليزية: Ileostomy)‏ هي فغرة (أو فتحة جراحية) تجلب طرفا أو جزءا من الأمعاء الدقيقة (وبالتحديد اللفائفي) إلى سطح الجلد أو يمكن عمل الفتحة جراحيا. تطرح فضلات الأمعاء خارجا من خلال فغر اللفائفي إلى وسيلة جمع خارجية صناعية ملتصقة بالجلد.
عادة ما يكون فغر اللفائفي في منطقة فوق المغبن يمين البطن.
تجرى عملية فغر اللفائفي في حالات تصاب فيها الأمعاء الغليظة بعدم القدرة على تمرير الفضلات كما في حالات إزالة القولون والمستقيم كليا أو جزئيا.
من الحالات أو الأمراض التي تستوجب استئصال الأمعاء الغليظة داء كرون والتهاب القولون التقرحي وداء السلائل الورمي الغدي العائلي ومرض هيرشسبرونج. كما هنالك حاجة في بعض الأحيان لاستئصال جزء من القولون كما في حالات سرطان القولون وسرطان المبيض.